# Bombardeo de Greytown
Greytown (llamada anterior y posteriormente San Juan del Norte) era una ciudad-estado independiente en la Costa Mosquito de América Central. Anteriormente era un puerto nicaragüense y luego parte del Reino de Mosquitia, un protectorado del Imperio británico, con el que todavía tenía estrechos vínculos. Fue bombardeada y quemada hasta los cimientos el 13 de julio de 1854 por la balandra de guerra Cyane de la Armada de los Estados Unidos. Un incidente oscuro y aparentemente menor en el que nadie murió ni resultó herido, este evento ha tenido una historia secreta, oculta -hasta ahora- durante más de cien años. Y ha tenido un gran impacto en la política exterior estadounidense durante casi el mismo tiempo.
El Secretario de la Marina de los Estados Unidos ordenó al capitán del Cyane, George N. Hollins, que exigiera reparaciones a los residentes de la ciudad por dañar la propiedad y robar bienes de una empresa local de barcos de vapor de propiedad estadounidense llamada Accessory Transit Company (ATC). Esta empresa operaba pequeños barcos de vapor a través del istmo de Nicaragua, recogiendo pasajeros en Greytown de los barcos de vapor del Atlántico que salían de los puertos de la costa este de los Estados Unidos y entregándolos a los barcos de vapor del Pacífico con destino a San Francisco. Este atajo, que funcionaba en ambas direcciones, eliminaba la ruta tradicional de 16.000 kilómetros y cuatro o cinco meses alrededor de Sudamérica.
Hollins también debía exigir una disculpa por un insulto al embajador de los EE. UU. en Nicaragua, Solon Borland, cuando visitó la ciudad dos meses antes. En ese momento, el capitán estadounidense de un barco de vapor de una compañía de tránsito en el que viajaba Borland había disparado y matado a sangre fría a un marinero nativo. Borland más tarde impidió el arresto del capitán cuando "tomó un arma de alguien, la amartilló y apuntó" a los alguaciles de Greytown. Esa noche, una multitud furiosa se enfrentó a Borland por haber impedido el arresto del asesino y un residente le arrojó un trozo de botella rota a Borland, "hiriéndolo levemente en la cara".
Las órdenes del secretario de la Marina, James Dobbin, a Hollins “esperaban que pudiera llevar a cabo los propósitos de su visita sin recurrir a la violencia, la destrucción de propiedades y la pérdida de vidas”. Pero Dobbin no descartó el uso de la fuerza de las armas. Hollins dio a la ciudad 24 horas para satisfacer sus demandas de reparaciones, principalmente 24.000 dólares (aproximadamente 840.000 dólares en dólares estadounidenses de 2024). Cuando la pequeña ciudad no pudo satisfacer sus demandas, Hollins bombardeó el puerto con 177 disparos. Luego envió a los marines a tierra para que quemaran todo lo que aún estuviera en pie. Debido a que los residentes habían usado esas 24 horas para huir a los bosques circundantes, nadie murió ni resultó herido en la destrucción.

## Bombardeo

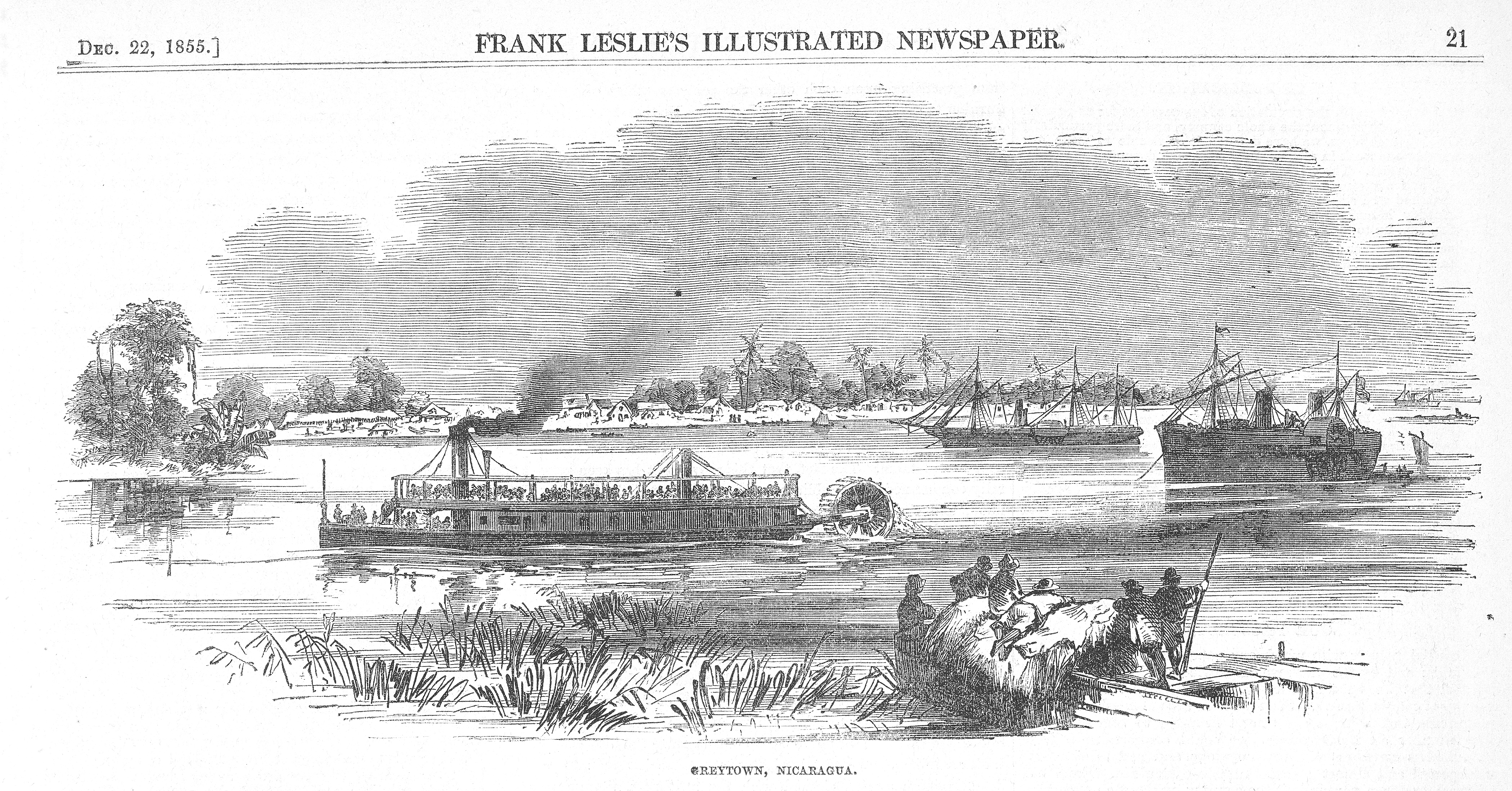
Un barco de vapor fluvial navegando por las aguas del puerto de Greytown, alrededor de 1853.

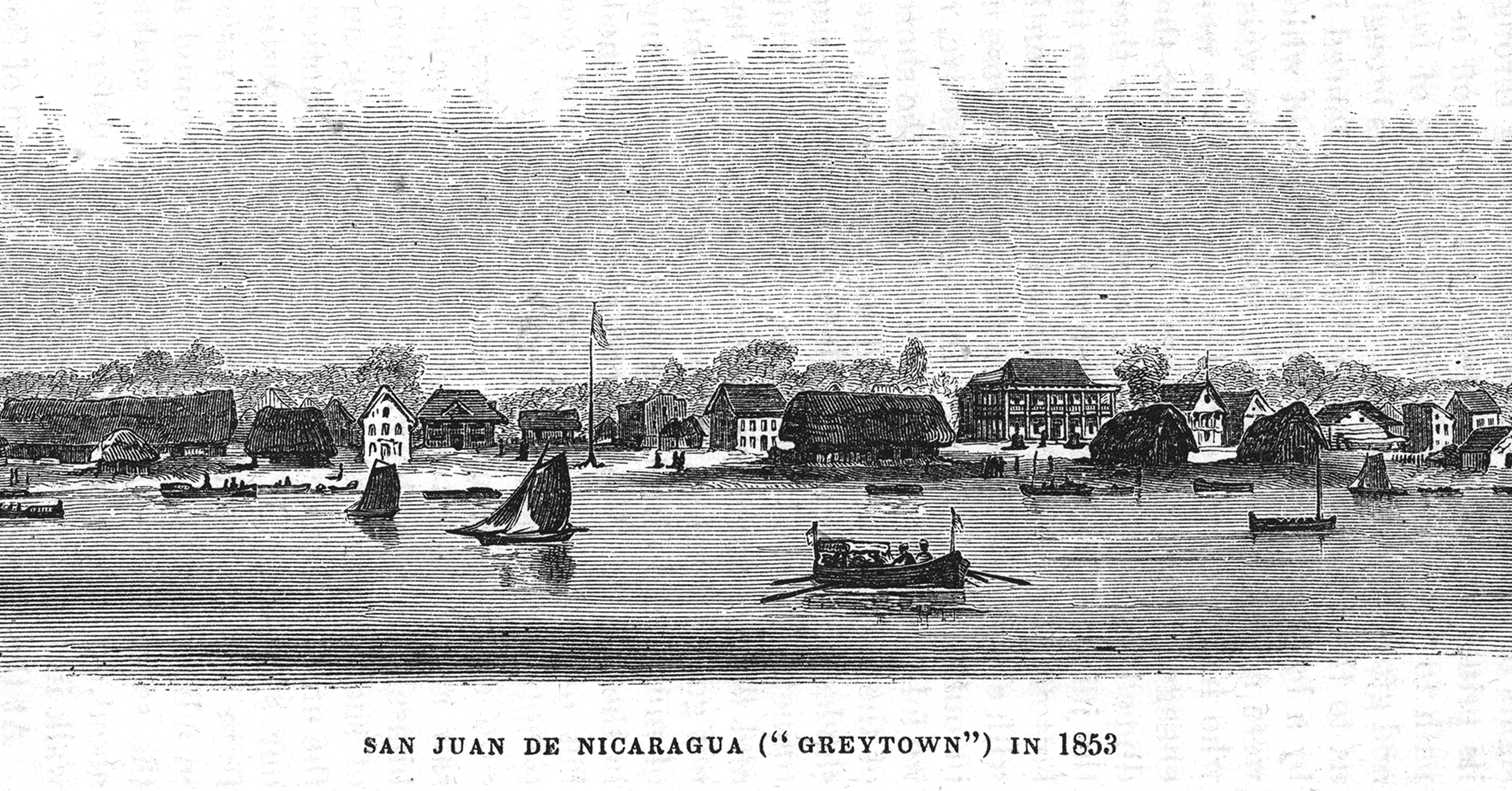
Vista de Greytown (detalle), 1853.

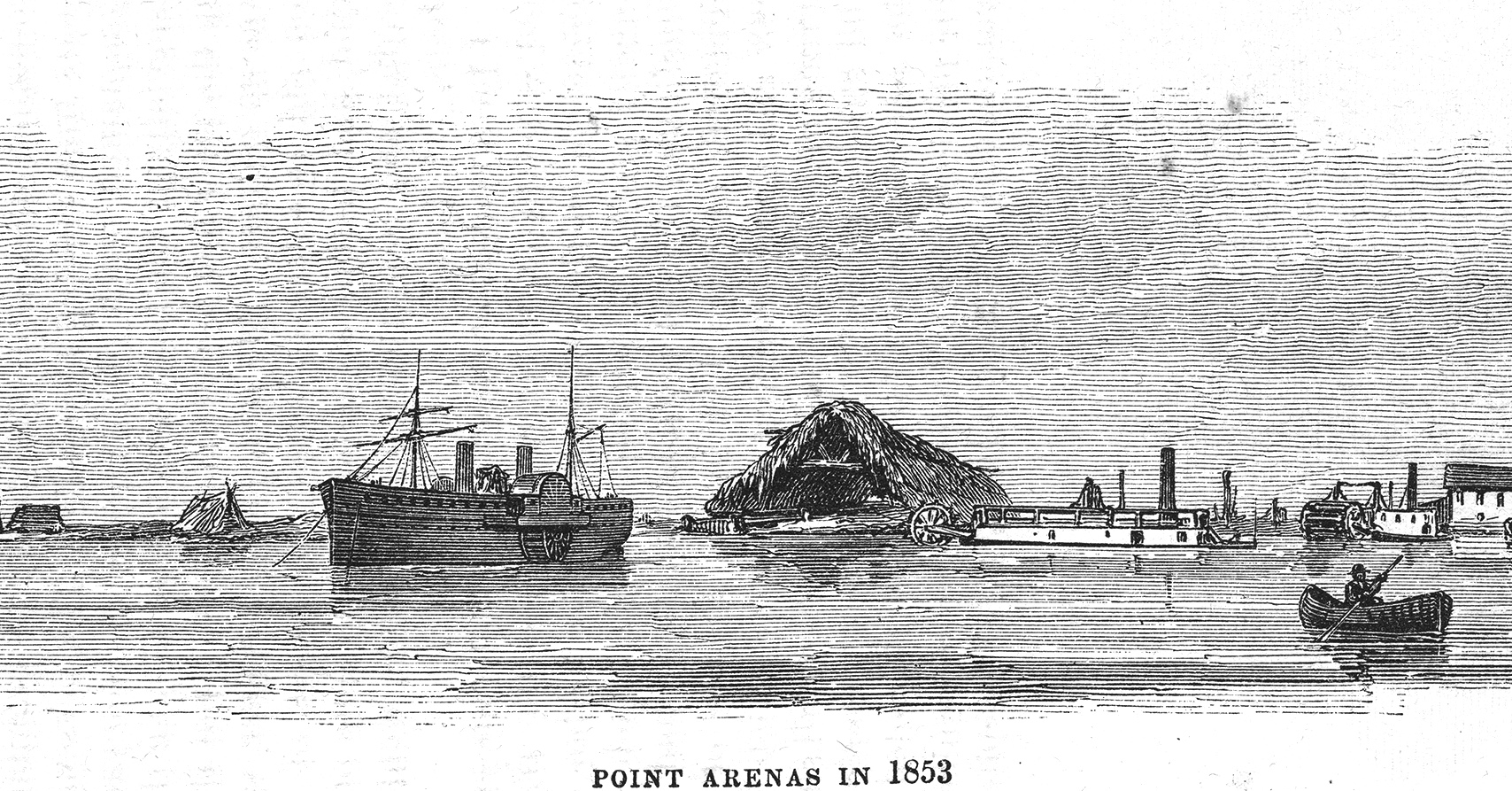
Vista de Punta Arenas (Detalle), frente al puerto desde Greytown.

En el 11 de julio de 1854, fondeó en la bahía la balandra de guerra USS Cyane. En el día siguiente a las seis o siete de la mañana, recibió el Señor Sigard nota del agente comercial americano exigiéndole 24,000 pesos a consecuencia de órdenes del gobierno, el recurrió a las autoridades locales, quienes determinaron no contestar porque ya habían renunciado sus empleos. Por esto, a las 11 del día vinieron 40 o 50 hombres de tropa bajo el mando del Agente Fabians, y se dirigieron a la casa de policía donde tomaron las escopetas y cañones que allí habían y las pusieron a bordo de la lancha para llevarlas a la punta de Castilla y echaron al agua las balas, pólvora y otros objetos de la casa. 
Después se dirigieron a la casa del gobierno y clavaron un edicto a los habitantes que si del momento no se entregaban 24.000 pesos para indemnizar 8000 que valían las casas que desbarataron en la punta de Castilla y 15.000 por el ultraje y arresto que se había intimado al agente de la compañía, y el robo de dos barriles de harina de maíz que se perdieron en la casa de la policía, y si no se daba una satisfacción por el ultraje que se había inferido al Ministro Borland, sería bombardeada la población el día siguiente a las nueve de la mañana.
Todos los pobladores trataron de ponerse a salvo con lo que más les interesaba según las circunstancias. El agente de la compañía ofreció mandar un barco para que se salvasen los que quisiesen, y lo mandó en efecto a las seis o siete de la mañana. También se ofreció el buque de guerra inglés la Bermuda pero en la confusión faltaron botes y no se pudo llevar a la gente.
Empezó el bombardeo en la hora señalada y entre las nueve de la mañana hasta las 4 de la tarde, se tiraron 210 cañonazos de bomba y bala, haciendo pedazos todas las casas pero sin incendiarlas. El Cyane mandó una lanchada de tropa para incendiar la ciudad casa por casa. Solo quedaron la casa de Canaly, tres de Barruel, y unas 4 o 5 más, pero todas estaban rotas por las balas.
El incendio comenzó en los momentos que el vapor de la correspondencia inglesa fondeó y en cuanto vio quemarse la última casa de la ciudad, dio dirección a Jamaica.
El Cyane salió en el 18 de julio. En la tarde, el comandante de la Bermuda mandó fijar dos carteles declarándose autoridad del lugar por ausencia de otra y en el otro que si algún malhechor era tomado por los habitantes, se le entregase para castigarle con azotes.

## Razones
El ataque de 13 de julio de 1854 era en respuesta a intentos por el gobierno de Greytown, entonces bajo protección británica, para cobrar impuestos y deberes en los barcos que utilizaban el puerto como portuario de acceder la Ruta de Nicaragua de Commodore Vanderbilt. Otras razones eran por ataques qué dañaron propiedad americana y, en un caso, un consulado americano.

## Resultados
En Greytown habían poblaciones de diversas nacionalidades. La destrucción arruinó a los siguientes números de familias de sus respectivas nacionalidades.
| Número | Nacionalidad     |
| ------ | ---------------- |
| 11     | Francesas        |
| 33     | Inglesas         |
| 7      | Sardas           |
| 9      | Alemanas         |
| 3      | Españolas        |
| 96     | Nicaragüenses    |
| 5      | Nueva Granadeñas |
| 5      | Haitanas         |
| 4      | Costarricenses   |
| 1      | Yucateca         |
| 11     | Estadounidenses  |
| 16     | Mosquitianos     |

La goleta británica HMS Bermudas estaba en el puerto, mandado por el lugarteniente W. D. Jolley, y solo escribió una protesta desganada sin efecto. La justificación de Jolley por su carencia de acción era que la fuerza bajo su orden era "tan totalmente inadecuado contra el Cyane, que sólo puedo introducir esta mi protesta." A pesar de que la ciudad era bombardeada, el fuego masivo fue instalado por un número de marines de los Estados Unidos quienes aterrizaron en el puerto. A pesar de la destrucción masiva, no hubo muertes.

Implicación británica en la Guerra de Crimea, junto con la oposición firme de la clase de mercaderos de Gran Bretaña a una guerra con los Estados Unidos, impidió cualquier reacción diplomática o militar más lejana de Gran Bretaña. A pesar de ultraje internacional en el bombardeo de la ciudad, Estados Unidos rechazó disculparse por cualquier daño o pérdida de vida que incurrió, en cambio optaron por evitar discusión del incidente hasta que el presidente Franklin Pierce finalmente dio una posición oficial, seis meses más tarde:
Después de dar una cuenta un poco detallada y predispuesta del bombardeo, el presidente concluyó que mientras  haya sido más satisfactorio si el Cyane  la misión podría haber sido consumada sin el uso de fuerza, "la arrogancia de los infractores hizo imposible de evitar el alternativo de romper su establecimiento o dejarlos impresionados con la idea que  pueden continuar impunemente en una carrera de insolencia y saquear."